# Gunnars Høj
Der Gunnars Høj ist eine megalithische Grabanlage der jungsteinzeitlichen Nordgruppe der Trichterbecherkultur im Kirchspiel Hørsholm in der dänischen Kommune Hørsholm.

## Lage
Das Grab liegt im Stadtgebiet von Rungsted am Højskolevej.

## Forschungsgeschichte
Vilhelm Boye führte 1883 eine Ausgrabung durch. In den Jahren 1884 und 1942 führten Mitarbeiter des Dänischen Nationalmuseums Dokumentationen der Fundstelle durch. Eine weitere Dokumentation erfolgte 1988 durch Mitarbeiter der Forst- und Naturbehörde.

## Beschreibung

### Architektur
Die Anlage besitzt eine flache, runde Hügelschüttung mit einem Durchmesser von 25 m. Eine steinerne Umfassung ist nicht erkennbar. Die Grabkammer ist als Urdolmen anzusprechen. Sie ist ostsüdost-westnordwestlich orientiert und hat einen rechteckigen Grundriss. Sie hat eine Länge von 1,6 m, eine Breite von 1,1 m und eine Höhe von 1,2 m. Die Kammer besitzt je einen Wandstein im Westnordwesten, Nordnordosten und Südsüdwesten. An der Ostsüdostseite befindet sich ein Eingangsstein; über ihm waren ursprünglich zwei kleinere Steine platziert, durch die die Kammer verschlossen wurde. Auf den Wandsteinen liegt ein flachen Deckstein auf. Der Kammerboden weist ein Pflaster aus Steinplatten und einer Schicht aus gebranntem Feuerstein auf. Die Kammer wies ursprünglich einen Mantel aus Steinen unterschiedlicher Größe auf.

### Funde
Boye fand bei seiner Grabung Reste einer bronzezeitlichen Nachbestattung. Hierzu gehörten verbrannte Knochen und ein Bruchstück einer Bronzesäge. Die Funde befinden sich heute im Dänischen Nationalmuseum.